# Žarkovo
Žarkovo (en serbe cyrillique : Жарково) est un quartier de Belgrade, la capitale de la Serbie. Il est situé dans la municipalité de Čukarica. En 2002, il comptait 58 682 habitants.

## Localisation
Le quartier de Žarkovo, dans sa plus grande extension, est un des quartiers les plus peuplés de Belgrade. C'est la raison pour laquelle il a été divisé en plusieurs sous-quartiers qui en constituent le prolongement : Julino Brdo et Repište au nord, Cerak-Cerak II à l'ouest, Bele Vode et Rupčine au sud.
Žarkovo est entouré par les quartiers de Čukarica, Banovo brdo et Sunčana Padina au nord, Košutnjak (avec Filmski Grad) à l'est, Skojevsko naselje et Cerak Vinogradi au nord-est, Makiš à l'ouest. Par la bande urbanisée qui longe la voie ferroviaire Belgrade-Bar et la rue Vodovodska, il forme une continuité avec le quartier de Železnik au sud-ouest.

## Histoire
Le site de Ledine à Žarkovo a été fouillé en 1947 et 1948 ; les archéologues y ont découvert les vestiges d'un grand village remontant au Néolithique, ainsi que plusieurs strates remontant aux cultures de Vinča-Tordoš et de Vinča-Pločnik. Le site se caractérise par l'abondance du matériel archéologique retrouvé : des céramiques, des statuettes, des objets en os, les vestiges de maisons rectangulaires ou encore des puits de stockage ; en raison de son importance, le site figure sur la liste des biens culturels protégés de la ville de Belgrade.
La première mention d'une localité du nom de Žarkovo remonte au XVIIe siècle. À cette époque, Žarkovo était le centre d'une municipalité et était plus important que le village de Čukarica. Jusque dans les années 1970, le quartier actuel forma une localité à part entière dont la population augmenta rapidement (8 636 habitants en 1961, 28 761 en 1971). Il devint ensuite une communauté locale au sein de la ville de Belgrade. En 1981, le quartier de Žarkovo comptait 43 721 habitants, soit 40 % de la population totale de la municipalité de Čukarica. Pour cette raison, il fut divisé en quartiers plus petits. En 2002, la population de Žarkovo dans sa plus grande extension comptait 58 682 habitants.

## Architecture
L'école élémentaire Ljuba Nenadović, située 25 rue Ace Joksimovića, a été construite entre 1912 et 1914, d'après un projet de l'architecte Stevan Savković ; elle est inscrite sur la liste des biens culturels de la ville de Belgrade ; la vieille école de Žarkovo, située 2 rue Ace Joksimovića, est un des rares exemples des écoles du XIXe siècle et constitue un document sur l'évolution de l'éducation en milieu rural dans le « Grand Belgrade » ; construite dans les années 1850, elle est inscrite sur la liste des biens culturels de la ville de Belgrade.

## Žarkovo Selo
Žarkovo Selo (en serbe cyrillique : Жарково Село) le « village de Žarkovo », constitue la partie la plus ancienne de l'actuel quartier de Žarkovo. Avec ses rues étroites, ses maisons basses et ses cours, il présente un habitat très différent du reste du quartier.

## Sport
Le quartier possède un club de football, le FK Žarkovo, fondé en 1925 et dont le stade se situe à Bele Vode ; il est célèbre pour sa rivalité avec le club du FK Čukarica.

## Éducation
Sur le territoire de Žarkovo se trouve l'école élémentaire (osnovna škola) Ljuba Nenadović, créée en 1840, ce qui en fait l'une des plus anciennes de Serbie. Les écoles élémentaires Đorđe Krstić, Nations unies, Miroslav Antić et Miloš Crnjanski se trouvent également dans le quartier.

## Économie
Pour l'essentiel, Žarkovo est une zone résidentielle. Néanmoins, la partie occidentale du quartier, le long de la rue Milorada Jovanovića, est industrialisée, de même que la limite avec les quartiers de Makiš et de Bele Vode : une gare de marchandise et une gare de triage se trouve sur la voie ferroviaire Belgrade-Bar ; elle est la plus importante de Belgrade ; on y trouve aussi les principales installations d'alimentation en eau de la capitale. L'Institut technique aéronautique est situé dans le quartier.
La rue principale de Žarkovo, la rue Trgovačka, est extrêmement commerçante ; elle se situe dans le prolongement de la rue Požeška qui constitue le véritable centre commercial du quartier de Banovo brdo. Cette rue Trgovačka, se prolonge dans l'Ibarska magistrala, « la route de l'Ibar », qui est la route principale de l'Ouest de la Serbie.

## Tourisme
À Bele Vode se trouve l'église de l'Ascension, construite avec les deniers des habitants du quartier de Žarkovo en 1938.

## Documentaire
En 2009, le réalisateur Zoran Janković a tourné un documentaire sur le quartier de Žarkovo intitulé Žarkovo, priča koja traje et produit par la société Košutnjak Film.